# 駐荷蘭台北代表處
駐荷蘭台北代表處是中華民國在荷蘭的外交代表機構，位於海牙。相對應的荷方機構是在台北的荷蘭在台辦事處。

## 歷史
- 1978年2月2日，中華民國於行政首都海牙設立具大使館性質的駐荷蘭孫逸仙中心（Centre Dr. Sun Yat-sen）。
- 1979年8月24日，更名為駐荷蘭遠東商務辦事處（Far East Trade Office）。
- 1990年7月24日，更名為駐荷蘭臺北經濟文化辦事處（Taipei Economic and Cultural Office）。

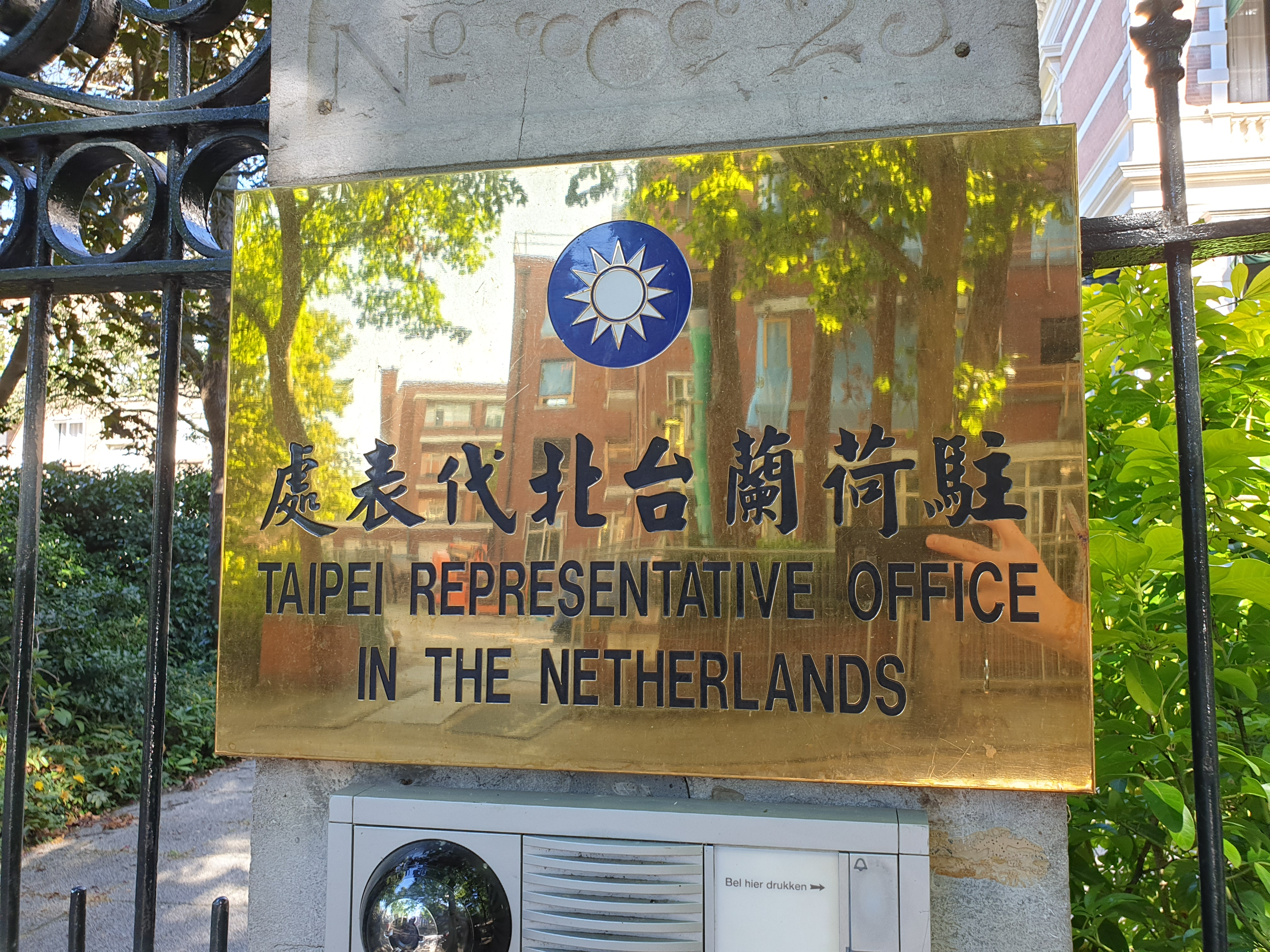
駐荷蘭台北代表處機關銜牌

- 1996年7月12日，更名為現名駐荷蘭台北代表處（Taipei Representative Office in the Netherlands）。

## 組織架構

### 政務及領事事務組
- 推動台灣與荷蘭雙邊關係及交流。
- 簽發台灣護照。
- 簽發台灣簽證。
- 辦理文件認證。

### 新聞組
- 推動台灣與荷蘭公眾外交及媒體事務。
- 提升台灣與荷蘭文化、藝術、觀光及體育交流。
- 推動台灣與荷蘭教育及學術交流合作。
- 辦理各類獎學金業務。

### 經濟組
- 提升台灣與荷蘭經貿關係。
- 提升台灣與荷蘭投資及科技交流。
- 協助並提供荷蘭企業赴台經商資訊。
- 協助台灣企業在荷蘭經商。

## 歷任代表
- 顧崇廉（1997年－2000年）
- 張小月（2003年－2006年）
- 王豫元（2006年－2008年）
- 周竹（2015年－2018年）
- 陳欣新（2019年－2024年）
- 田中光（2025年－）

## 外部連結
- 駐荷蘭台北代表處 （页面存档备份，存于）